# Блазиус, Иоганн Генрих
Иоганн Генрих Блазиус (Johann Heinrich Blasius; 1809—1870) — немецкий зоолог.

## Биография
Родился 7 октября 1809 года в Нюмбрехте.
Блазиус изучал с 1834 года в Берлине математику, географию, геологию, зоологию и ботанику. В 1836 году он был приглашён на должность профессора в колледж Каролинум (Carolinum) в Брауншвейге, где он проработал до своей смерти. В 1840 году он заложил Ботанический сад Брауншвейга.
Со своим другом Александром Кейзерлингом он совершил исследовательскую поездку по Восточной Европе, результаты которой были опубликованы в 1840 году. В 1840—1841 годах путешествовал по Северной и Южной России, о чём написал в 1844 году в книге «Путешествие по Европейской России», а также побывал в Альпах и Италии. В 1843 году он стал членом Леопольдины.
В период своей деятельности Блазиус собрал коллекцию, которая в 1857 году была объединена с коллекцией Герцогского кабинета предметов искусства и природы, что привело к созданию Музея естествознания, руководителем которого он стал в 1859 году.
Иоганн Генрих Блазиус был отцом врача, бактериолога и орнитолога Рудольфа Блазиуса и Вильгельма Блазиуса. Вместе со своими сыновьями он проводил полевые наблюдения в заповеднике Riddagshäuser Teiche, где описал несколько видов животных.
Умер 26 мая 1870 года в Брауншвейге.

## Труды
- Naturgeschichte der Säugethiere Deutschlands, Fauna der Wirbelthiere Deutschlands, 1857.
- Reise im europäischen Rußland in den Jahren 1840 und 1841, 2 Bde., 1844.
- Die Wirbelthiere Europa’s, 1840 (совместно с Александром Кейзерлингом).